# Walter Schlüter (Landrat)
Walter Schlüter (* 26. August 1909 in Hattingen; † 21. Mai 1977 in Heidelberg) war ein deutscher Jurist und kommissarischer Landrat im Landkreis Cochem und kommissarischer Landrat im Landkreis Zell (Mosel) sowie Landrat im Kreis Meschede.

## Leben
Schlüter war der Sohn eines Lohnbuchalters, der im Zeitraum von 1919 bis 1928 das Realgymnasium Waldstraße in Hattingen besuchte. Dort legte er bei der Abiturienta Ostern 1928 erfolgreich seine Reifeprüfung ab. Im Anschluss studierte er ab 1928 Rechtswissenschaften in Tübingen, wo er im selben Jahr Mitglied der Straßburger Burschenschaft Arminia wurde. In Tübingen legte er 1932 die erste Staatsprüfung ab. Ab dem 31. Oktober 1932 nahm er seine erste Anstellung als Gerichtsreferendar beim Oberlandesgericht Hamm ein und am 31. Juli 1934 wurde er zum Doktor der Rechte promoviert. 1936 legte er dann die Große Staatsprüfung ab und wechselte als Assessor an die Regierung in Schneidemühl. Im Oktober 1937 erhielt Schlüter seine Ernennung zum Regierungsassessor, um im Oktober des Folgejahres 1938 in dieser Position beim Landratsamt in Bad Kreuznach tätig zu werden. Dort ernannte man ihn am 8. März 1940 zum Regierungsrat, wobei er von August 1939 bis November 1941 seinen Kriegsdienst ableistete, zuletzt als Leutnant d. R. bei der 16. Infanterie-Division.
Schlüter war seit 1926 Mitglied der SA (zuletzt SA-Obersturmführer) und trat im August 1927 in die NSDAP ein, aus der er zwischenzeitlich im Dezember 1928 ausschied, zum 1. Juni 1931 jedoch wieder eintrat.
In der Zeit vom Februar bis zum 19. Mai 1942 vertrat er übergangsweise die Position des Landrats im Landkreis Zell (Mosel) und im Landkreis Cochem, bevor er als kommissarischer Landrat in den Landkreis Meschede versetzt wurde. Am 27. Oktober 1942 erhielt er hier seine definitive Ernennung zum Landrat rückwirkend ab 1. Oktober 1942, allerdings wurde er dort am 17. Mai 1945 aufgrund einer Anordnung der Militärregierung seines Amtes als Landrat enthoben. Von April bis Juni 1945 interniert, wurde Schlüter im Februar 1946 schließlich inhaftiert. Im Rahmen der Entnazifizierung im Oktober 1946 zunächst provisorisch in die Gruppe der Minderbelasteten (Kategorie 3) eingestuft, folgte im September 1947 eine neue Einstufung in die Gruppe der Mitläufer (Kategorie 2) und nach einer nochmaligen Verhaftung durch französische Behörden im Jahre 1948 eine letztliche Herabstufung im April 1949 in die (Kategorie 1) für Personen die als entlastet galten.
Als Landrat wurde Schlüter noch vor dem Dezember 1949 offiziell in den Ruhestand versetzt und war zuletzt noch als Leitender kaufmännischer Angestellter und Prokurist eines Straßenbaustoffunternehmens tätig. Seit 1945 wohnte er in Berge, einem Stadtteil der Kreisstadt Meschede.